# Søsterhøj
Søsterhøj er en bakke i Skåde Bakker i Skåde Sogn ved Aarhus. Bakken er hævet 112 meter over havets overflade. På bakken ligger Søsterhøj-senderen.

## Galleri
56°05′55″N 10°13′02″Ø / 56.09861°N 10.21722°Ø